# San Tommaso in Parione (titolo cardinalizio)
Il titolo cardinalizio di San Tommaso in Parione fu istituito il 6 luglio 1517 da papa Leone X quando, in occasione del concistoro del 1º luglio, aumentò notevolmente il numero dei cardinali. Il titolo, a causa delle condizioni fatiscenti della chiesa, fu soppresso il 18 dicembre 1937 da papa Pio XI con la costituzione apostolica Quum S. Thomae in Parione. Nella stessa data il titolo fu trasferito a Santa Maria in Vallicella.

## Titolari
- Lorenzo Campeggi (24 gennaio 1518 - 1519 nominato cardinale presbitero di Sant'Anastasia)
  - Vacante (1519-1529)
- Girolamo Doria, diaconia pro illa vice (15 novembre 1529 - 29 maggio 1555 nominato cardinale diacono di Santa Maria in Portico)
- Luigi di Lorena, diaconia pro illa vice (17 luglio 1555 - 24 marzo 1568); (24 marzo 1568 - 29 marzo 1578 deceduto)
- Girolamo Bernerio, O.P. (14 gennaio 1587 - 8 novembre 1589 nominato cardinale presbitero di Santa Maria sopra Minerva)
  - Vacante (1589-1597)
- Francesco Mantica (24 gennaio 1597 - 17 giugno 1602 nominato cardinale presbitero di Santa Maria del Popolo)
- Innocenzo Del Bufalo-Cancellieri (10 dicembre 1604 - 1º giugno 1605 nominato cardinale presbitero di San Marcello)
- Carlo Gaudenzio Madruzzo (20 giugno 1605 - 1616 nominato cardinale presbitero pro hac vice di San Cesareo in Palatio)
- Pietro Campori (17 ottobre 1616 - 4 febbraio 1643 deceduto)
- Gregorio Barbarigo (21 giugno 1660 - 13 settembre 1677 nominato cardinale presbitero di San Marco)
  - Vacante (1677-1690)
- Bandino Panciatichi (10 aprile 1690 - 8 agosto 1691 nominato cardinale presbitero di San Pancrazio)
  - Vacante (1691-1716)
- Innico Caracciolo (30 marzo 1716 - 6 settembre 1730 deceduto)
- Giuseppe Firrao (19 novembre 1731 - 29 agosto 1740 nominato cardinale presbitero di Santa Croce in Gerusalemme)
  - Vacante (1740-1746)
- Giovanni Battista Barni (19 dicembre 1746 - 24 gennaio 1754 deceduto)
- Paul d'Albert de Luynes (2 agosto 1758 - 21 gennaio 1788 deceduto)
  - Vacante (1788-1801)
- Giulio Gabrielli (20 luglio 1801 - 17 dicembre 1819 nominato cardinale presbitero di San Lorenzo in Lucina)
  - Vacante (1819-1831)
- Pedro Inguanzo Rivero (28 febbraio 1831 - 30 gennaio 1836 deceduto)
  - Vacante (1836-1863)
- Jean-Baptiste-François Pitra, O.S.B. (19 marzo 1863 - 22 febbraio 1867 nominato cardinale presbitero di San Callisto)
- Francisco de Paula Benavides y Navarrete (25 giugno 1877 - 28 febbraio 1879 nominato cardinale presbitero di San Pietro in Montorio)
- Gaetano Aloisi Masella (17 marzo 1887 - 16 gennaio 1893 nominato cardinale presbitero di Santa Prassede)
- Giuseppe Guarino (19 gennaio 1893 - 22 settembre 1897 deceduto)
  - Vacante (1897-1903)
- Johannes Baptist Katschthaler (12 novembre 1903 - 27 febbraio 1914 deceduto)
  - Vacante (1914-1937)